# 59800 Astropis
59800 Astropis è un asteroide della fascia principale. Scoperto nel 1999, presenta un'orbita caratterizzata da un semiasse maggiore pari a 2,6139424 UA e da un'eccentricità di 0,0777122, inclinata di 21,64164° rispetto all'eclittica.